# Tairō
Pour l'artiste, voir Taïro.
Le tairō (大老, littéralement « grand ancien ») était un titre donné occasionnellement à un haut membre du gouvernement shogunal. Cette fonction, réservée en cas de crise, donnait presque autant de pouvoir que celle de shogun. Le tairō dirigeait les metsuke, les rōjū et les wakadoshiyori.

## Liste destairō
| Nom                  | Fief    | depuis le        | jusqu'au           |
| -------------------- | ------- | ---------------- | ------------------ |
| Sakai Tadayo         | Harima  | 12 mars 1636     | 19 mars 1636       |
| Doi Toshikatsu       | Shimōsa | 7 novembre 1638  | 10 juillet 1644    |
| Sakai Tadakatsu      | Obama   | 7 novembre 1638  | 26 mai 1656        |
| Sakai Tadakiyo       | Harima  | 29 mars 1666     | 9 décembre 1680    |
| Ii Naozumi           | Ōmi     | 19 novembre 1668 | 3 janvier 1676     |
| Hotta Masatoshi      | Shimōsa | 12 novembre 1681 | 28 août 1684       |
| Ii Naomori           | Ōmi     | 13 juin 1696     | 2 mars 1700        |
| Yanagisawa Yoshiyasu | Yamato  | 11 janvier 1706  | 3 juin 1709        |
| Ii Naomori           | Ōmi     | 13 février 1711  | 23 février 1714    |
| Ii Naoyuki           | Ōmi     | 28 novembre 1784 | 1er septembre 1787 |
| Ii Naoaki            | Ōmi     | 28 décembre 1835 | 13 mai 1841        |
| Ii Naosuke           | Ōmi     | 23 avril 1858    | 3 mars 1860        |
| Sakai Tadashige      | Harima  | 1er février 1865 | 12 novembre 1865   |

Note : les noms sont indiqués selon la convention japonaise, à savoir patronyme puis prénom.